# Lord Don't Slow Me Down (DVD)
Lord Don't Slow Me Down è un DVD del gruppo musicale inglese Oasis, pubblicato il 29 ottobre 2007. Disco di platino nel Regno Unito, è una via di mezzo tra un documentario e un film rock. Ripercorre il tour del gruppo per l'album Don't Believe the Truth, iniziato nel maggio 2005 e conclusosi nel marzo 2006. Il film è diretto da Baillie Walsh.
Nel DVD è presente come inedito l'omonima canzone, scritta da Noel Gallagher, registrata durante le sessioni di Don't Believe the Truth.

## Contenuto

### Disco 1
- Documentario Lord Don't Slow Me Down
- Commenti della band
- Un'intervista a Noel fatta a New York nel 2006

### Disco 2
- Concerto live dal City of Manchester Stadium del 2 luglio 2005

1. Fuckin' in the Bushes
2. Turn Up the Sun
3. Lyla
4. Cigarettes & Alcohol
5. The Importance of Being Idle
6. Little by Little
7. A Bell Will Ring
8. Acquiesce
9. Songbird
10. Live Forever
11. Mucky Fingers
12. Wonderwall
13. Rock 'n' Roll Star
14. The Meaning of Soul
15. Don't Look Back in Anger
16. My Generation